# Maternità (Bettinelli)
Maternità  è un dipinto di Mario Bettinelli. Eseguito verso il 1921, appartiene alle collezioni d'arte della Fondazione Cariplo.

## Descrizione
Si tratta di un dipinto a forte ispirazione simbolista, dove la bellezza della donna e l'atmosfera intima e tranquilla corrispondono alle caratteristiche più peculiari della pittura di Bettinelli.

## Storia
Il dipinto venne realizzato probabilmente verso il 1921 e fu esposto in una personale dell'artista alla Galleria Pesaro di Milano del 1923. Nel 1967 entrò a far parte della collezione dell'Istituto Bancario Italiano, confluita nel 1991 in quella della Fondazione Cariplo.